# Konwój PQ-12
Konwój PQ-12 – konwój arktyczny z okresu II wojny światowej wysłany przez aliantów ze sprzętem wojennym i surowcami do ZSRR, które były niezbędne do prowadzenia dalszej walki przeciwko III Rzeszy. Konwój wypłynął z Islandii 1 marca 1942. 

## Skład i straty
Konwój składał się z 16 statków handlowych. Konwój PQ-12 bez strat dotarł do Murmańska 12 marca. 24 marca został zbombardowany w porcie parowiec „Lancaster Castle”, kilka dni później powtórnie zbombardowany i zatonął.